# Ixora flavescens
Ixora flavescens är en måreväxtart som beskrevs av Jean Baptiste Louis Pierre och Charles-Joseph Marie Pitard. Ixora flavescens ingår i släktet Ixora och familjen måreväxter. Inga underarter finns listade i Catalogue of Life.